# Saison 2005 de l'équipe cycliste Euskaltel-Euskadi
L'équipe cycliste Euskaltel-Euskadi participait en 2005 au ProTour nouvellement créé.

## Effectif
| Cycliste                | Date de naissance | Nationalité | Équipe 2004                |
| ----------------------- | ----------------- | ----------- | -------------------------- |
| Joseba Albizu           | 06-07-1978        | Espagne     |                            |
| Igor Antón              | 02-03-1983        | Espagne     | Orbea (néo-pro)            |
| Mikel Artetxe           | 24-09-1976        | Espagne     |                            |
| Iker Camaño             | 14-03-1979        | Espagne     |                            |
| Unai Etxebarria         | 21-11-1972        | Venezuela   |                            |
| Koldo Fernández         | 13-09-1981        | Espagne     |                            |
| Iker Flores             | 28-07-1976        | Espagne     |                            |
| Aitor González          | 27-02-1975        | Espagne     | Fassa Bortolo              |
| Gorka González          | 28-09-1977        | Espagne     |                            |
| David Herrero           | 18-10-1979        | Espagne     | Paternina-Costa de Almeria |
| Markel Irizar           | 05-02-1980        | Espagne     |                            |
| Iñaki Isasi             | 20-04-1977        | Espagne     |                            |
| Roberto Laiseka         | 17-06-1969        | Espagne     |                            |
| Íñigo Landaluze         | 09-05-1977        | Espagne     |                            |
| Alberto López de Munain | 12-03-1972        | Espagne     |                            |
| David López García      | 13-05-1981        | Espagne     | Cafes Baqué                |
| Antton Luengo           | 17-01-1981        | Espagne     |                            |
| Egoi Martínez           | 15-05-1978        | Espagne     |                            |
| Iban Mayo               | 19-08-1977        | Espagne     |                            |
| Aketza Peña             | 04-03-1981        | Espagne     |                            |
| Samuel Sánchez          | 05-02-1978        | Espagne     |                            |
| Aitor Silloniz          | 17-02-1977        | Espagne     |                            |
| Josu Silloniz           | 08-02-1978        | Espagne     |                            |
| Gorka Verdugo           | 04-11-1978        | Espagne     |                            |
| Haimar Zubeldia         | 01-04-1977        | Espagne     |                            |
| Joseba Zubeldia         | 19-03-1979        | Espagne     |                            |

## Victoires
| Date       | Course                                               | Pays    | Classe | Vainqueur       |
| ---------- | ---------------------------------------------------- | ------- | ------ | --------------- |
| 08/05/2005 | 2e étape de la Clásica de Alcobendas                 | Espagne | 2.1    | David Herrero   |
| 29/05/2005 | GP Llodio                                            | Espagne | 1.1    | David Herrero   |
| 05/06/2005 | 4eb étape de la Bicyclette basque (contre-la-montre) | Espagne | 2.HC   | David Herrero   |
| 12/06/2005 | Classement général du Critérium du Dauphiné libéré   | France  | PT     | Íñigo Landaluze |
| 19/06/2005 | 9e étape du Tour de Suisse                           | Suisse  | PT     | Aitor González  |
| 19/06/2005 | Classement général du Tour de Suisse                 | Suisse  | PT     | Aitor González  |
| 11/08/2005 | 5e étape du Tour de Burgos                           | Espagne | 2.HC   | David Herrero   |
| 06/09/2005 | 11e étape du Tour d'Espagne                          | Espagne | PT     | Roberto Laiseka |
| 09/09/2005 | 13e étape du Tour d'Espagne                          | Espagne | PT     | Samuel Sánchez  |
| 16/10/2005 | Escalade de Montjuïc                                 | Espagne | 1.2    | Samuel Sánchez  |

## Classements UCI ProTour

### Individuel
| Rang | Coureur         | Points |
| ---- | --------------- | ------ |
| 43   | Aitor González  | 51     |
| 45   | Íñigo Landaluze | 50     |
| 54   | Samuel Sánchez  | 41     |
| 112  | Haimar Zubeldia | 14     |
| 147  | Roberto Laiseka | 3      |

### Équipe
L'équipe Euskaltel-Euskadi a terminé à la 19e place avec 147 points.